# Шишелово (Псковская область)
Шишелово — деревня в Островском районе Псковской области. Входит в состав Островской волости.
Расположена на правом берегу реки Великая, в 13 км к югу от центра города Остров.
| 2001 | 2002 | 2010 | 2013 |
| ---- | ---- | ---- | ---- |
| 2    | ↗3   | ↘0   | ↗1   |

## История
Деревня до апреля 2015 года входила в состав ныне упразднённой Городищенской волости района.